# Bezek
Bezek (hebrejsky: בזק) je poskytovatel telekomunikačních služeb v Izraeli. Do poloviny roku 2000 byl státním podnikem a měl tak monopol na poskytování bezdrátových telekomunikačních služeb. Přestože i po privatizaci se jedná o dominantní subjekt, konkurují mu operátoři HOT a Kavej Cahav, kteří jsou poskytovateli internetových služeb. Společnost byla založena v roce 1984, v současnosti má 12 000 zaměstnanců a její roční obrat je 2,78 miliard šekelů (NIS).
Bezek byl oficiálně privatizován 9. května 2005, kdy bylo 30 % státních akcií prodáno společnosti Saban-Apax Investment za 972 milionů $.
Bezdrátové telekomunikační služby jsou v Izraeli poskytovány čtyřmi operátory:
- Pelephone (100% dceřiná společnost Bezeku)
- Cellcom
- Partner Communications Company (pod značkou Orange)
- Mirs Communications Ltd.

Bezek je také největším poskytovatelem satelitních služeb.